# Obliquogobius
Obliquogobius és un gènere de peixos de la família dels gòbids i de l'ordre dels perciformes.

## Taxonomia
- Obliquogobius cirrifer (Shibukawa & Aonuma, 2007)[2]
- Obliquogobius cometes (Alcock, 1890)[3]
- Obliquogobius megalops (Shibukawa & Aonuma, 2007)[2]
- Obliquogobius turkayi (Goren, 1992)[4]
- Obliquogobius yamadai (Shibukawa & Aonuma, 2007)[2][5][6][7][8][9]